# Веро (Аверон)
Веро́ (фр. Veyreau, окс. Vairau) — коммуна во Франции, находится в регионе Окситания. Департамент — Аверон. Входит в состав кантона Перло. Округ коммуны — Мийо.
Код INSEE коммуны — 12293.
Коммуна расположена приблизительно в 530 км к югу от Парижа, в 165 км северо-восточнее Тулузы, в 65 км к востоку от Родеза.

## Население
Население коммуны на 2008 год составляло 126 человек.
| 1962 | 1968 | 1975 | 1982 | 1990 | 1999 | 2008 |
| ---- | ---- | ---- | ---- | ---- | ---- | ---- |
| 164  | 140  | 110  | 109  | 106  | 109  | 126  |

## Экономика

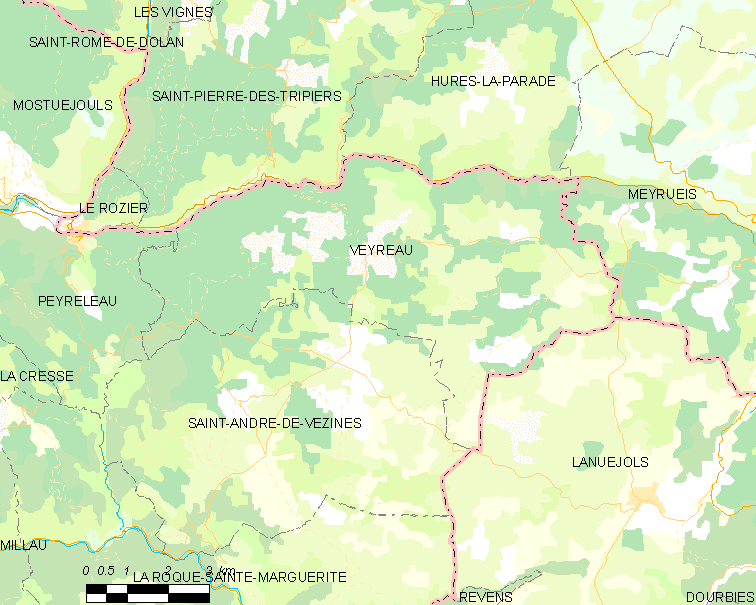
Карта коммуны

В 2007 году среди 74 человек в трудоспособном возрасте (15—64 лет) 50 были экономически активными, 24 — неактивными (показатель активности — 67,6 %, в 1999 году было 65,3 %). Из 50 активных работали 44 человека (25 мужчин и 19 женщин), безработных было 6 (3 мужчин и 3 женщины). Среди 24 неактивных 5 человек были учениками или студентами, 9 — пенсионерами, 10 были неактивными по другим причинам.

## Достопримечательности
- Приорат Сен-Жан-де-Бальм (XII век). Памятник истории с 1989 года[3]